# Masia de Can Garriga (el Torn)
La Masia de Can Garriga és una casa situada al centre del poble del Torn al terme de Sant Ferriol (la Garrotxa). És de planta rectangular i ampli teulat a dues aigües amb els vessants vers les façanes principals. Està sostingut per bigues de fusta, cairats, llates i teules col·locades a salt de garsa. Disposa de baixos, antigament destinats al bestiar; té dues petites finestres espitllerades i restes d'arcs de mig punt cegats. El pis superior, destinat a l'habitatge està mancat d'obertures que mirin a la façana de migdia, llevat d'una petita finestra, feta de carreus molt ben treballats, que conserva la següent llinda: "[±] 1695". En el decurs del segle passat es portaren a terme diverses remodelacions, bastint una eixida descoberta al costat de ponent. La barana guarda una altra data.